# Сетронія (Пенсільванія)
Сетронія (англ. Cetronia) — переписна місцевість (CDP) в США, в окрузі Лігай штату Пенсільванія. Населення — 2421 особа (2020).

## Географія
Сетронія розташована за координатами 40°35′7″ пн. ш. 75°32′37″ зх. д. / 40.58528° пн. ш. 75.54361° зх. д. (40.585150, -75.543529).  За даними Бюро перепису населення США в 2010 році переписна місцевість мала площу 1,96 км², уся площа — суходіл.

## Демографія
Згідно з переписом 2010 року, у переписній місцевості мешкало 2115 осіб у 875 домогосподарствах у складі 593 родин. Густота населення становила 1076 осіб/км².  Було 901 помешкання (459/км²).
Расовий склад населення:
| - 93,0 % — білих - 2,4 % — чорних або афроамериканців - 1,5 % — азіатів - 1,6 % — осіб інших рас |

До двох чи більше рас належало 1,5 %. Частка іспаномовних становила 5,6 % від усіх жителів.
За віковим діапазоном населення розподілялося таким чином: 18,2 % — особи молодші 18 років, 60,6 % — особи у віці 18—64 років, 21,2 % — особи у віці 65 років та старші. Медіана віку мешканця становила 46,7 року. На 100 осіб жіночої статі у переписній місцевості припадало 88,3 чоловіків;  на 100 жінок у віці від 18 років та старших — 88,8 чоловіків також старших 18 років.